# Ян Ён Джа
Ян Ён Джа (кор. 양영자?, 梁英子?, р.6 июля 1964) — южнокорейская спортсменка, игрок в настольный теннис, чемпионка мира, Азиатских и Олимпийских игр.

## Биография
Родилась в 1964 году. В 1982 году завоевала серебряную и бронзовую медали Азиатских игр. В 1983 году завоевала серебряную медаль чемпионата мира. На чемпионате мира 1985 года стала обладательницей бронзовой медали. В 1986 году стала чемпионкой Азиатских игр. В 1987 году выиграла чемпионат мира. В 1988 году стала чемпионкой Олимпийских игр в Сеуле.